# 10ミニッツ
『10ミニッツ』（10 Minutes Gone）は、2019年のアメリカ合衆国のクライムアクションスリラー映画。監督はブライアン・A・ミラー、出演はマイケル・チクリス、ブルース・ウィリスなど。
何者かに殴られて気を失っていた10分の間に相棒である弟を殺された銀行強盗一味の男が、弟を殺した裏切り者を捜して奔走する姿を描いている。
アメリカ合衆国では2019年9月27日にライオンズゲート配給で劇場公開された。日本では「のむコレ3」の上映作品の一つとして2019年11月22日に劇場公開された。

## ストーリー
凄腕の金庫破りのスキンヘッド中年のフランクは、弟のジョーを含めたチームと共に銀行強盗を企てる。それは、10分ほどで終わる簡単な仕事のはずだった……。しかし、早々と警察が到着して銃撃戦となり、この強盗計画は失敗に終わる。
逃走の最中、突如何者かに頭を殴られたフランクは10分間意識を失い、目覚めると盗んだはずの「中身のわからない金属製のケース」はなくなり、ジョーは何者かに殺害されていた。状況がつかめないフランクは、ジョーの恋人クレアとともに弟を殺した犯人を探しだそうとする。
強盗メンバーだったバクスターの隠れ家に行ったフランクは、犯行当時の銀行内での出来事を聞きだす。しかし、途中でバクスターが発砲してきたことから、やむなく撃ち返して殺害する。
その後、強盗を裏で手引きしていたレックスは事態の収束を図ろうとし、フランクに『刺客』を送り込む。フランクはレックスと警察双方に追われながら、弟を死に追いやった『裏切り者』を見つけ出すため奔走する。
最後に残った仲間のグリフィンも「裏切り者でない」ことが分かるが、レックス配下の女殺し屋のアイボリーにグリフィンは射殺される。しかし、その直後、フランクに銃を向けるアイボリーはクレアによって撃たれ、彼女によって助けられたかに思われた。
しかし、早々と警察が出動したことや、ジョーを殺害して金属ケースが盗まれたこと……その全てが、「クレアの仕業」であったことが判明する。金属製ケースの中身は「大粒のダイヤモンドの山」で、クレアは事件の後始末をするためフランクを利用していたのだ。
すべてを告白したクレアは、防弾ベストを着ていたアイボリーによって殺害される。そこにレックスが現れ、次の仕事の報酬の「前金」を渡されて、アイボリーと共に去っていく。警察のパトカーが急行してくるが、それを躱してフランクが立ち去ったところで、物語は終わりを告げる。

## キャスト
※括弧内は日本語吹替

### 主人公
フランク
演： マイケル・チクリス（楠見尚己）
凄腕の金庫破り。スキンヘッドのマッチョマンの中年。
クレア
演：メドウ・ウィリアムズ（安永亜季）
フランクの弟ジョーの恋人。バーで働いている。

### 強盗チーム
ジョー
フランクの弟。一味の送り屋に復帰しようとしていた。
バクスター
フランクの強盗仲間の1人。無精ひげの青年。
グリフィン
演：カイル・シュミット（中西正樹）
フランクの強盗仲間の1人。
マーシャル
フランクの強盗仲間の1人。

### レックス一味
レックス
演：ブルース・ウィリス（内田直哉）
フランクに強盗を依頼した仲介人。
アイボリー
演：リディア・ハル
レックスの部下である女殺し屋。
リチャード
演：テキサス・バトル
レックスに強盗を依頼した仲介人。中盤終わりにレックスによって射殺される。

## 作品の評価
Rotten Tomatoesによれば、7件の評論のうち高評価はなく、平均点は10点満点中2.00点となっている。
Metacriticによれば、4件の評論の全てが低評価で、平均点は100点満点中13点となっている。